# Знаменско-Мариинский монастырь
Яра́нский Зна́менско-Марии́нский же́нский монасты́рь – бывший женский монастырь в местечке Знаменка, пригороде Яранска. Принадлежал Вятской епархии Русской православной церкви.
В 1884 на землях купца В. Ф. Бебенина открыта Мариинская община сестёр трудолюбия. По некоторым данным, она была основана в конце XVIII века тремя крестьянками, и поддерживалась пожертвованиями. 5 апреля 1888 община возведена в статус общежительного монастыря, получившего название Знаменско-Мариинского. Долгое время настоятельницей монастыря была игумения Евпраксия, в миру купеческая вдова Екатерина Бебенина.
Престол главного каменного храма, построенного по проекту архитектора А. С. Андреева, освящён в честь иконы Знамения Божией Матери. Второй деревянный храм имел два престола: в честь иконы Божией Матери «Утоли моя печали» и в приделе в честь Марии Магдалины. На 1916 год в монастыре жило 27 монахинь и 129 послушниц.
Ныне корпуса монастыря занимает здание старого клуба. В 2011 в здании произошёл сильный пожар.

## Известные настоятельницы (годы упоминания)
- Иннокентия (Макарова) (1888—1889)
- Евпраксия (Бебенина) (1889—1917)